# Гинтер Блобел
Гинтер Блобел (енгл. Günter Blobel; Валтерсдорф, 21. мај 1936 − Њујорк, 18. фебруар 2018) био је немачки-амерички биолог, добитник Нобелове награде за физиологију или медицину за 1999. годину, за откриће протеина који имају интринзичке сигнале који регулишу њихов транспорт и локализацију у ћелији.
Блобел је већ током 1970-их година открио да новосинтетизовани протеини имају интринзичке сигнале, што је одлучујуће за њихово распоређивање до и по мембрани ендоплазматичног ретикулума. Током следећих 20ак година, Блобел је у детаљe описао молекуларни механизам који је подлога тих процеса. Показао је такође да слични „адресни додаци” (енгл. zip codes) или „поштански бројеви” (енгл. zip codes) усмеравају протеине у друге унутарћелијске органеле.